# Agramatyzm
Agramatyzm – rodzaj afazji ruchowej objawiający się zaburzeniami mowy polegającymi na naruszaniu formy gramatycznej wypowiadanych słów.
Pojęcie agramatyzmu zaproponowane zostało przez Adolfa Kussmaula w 1887 roku: miało ono służyć wyjaśnieniu stanu niemożności formułowania gramatycznych zdań. Obecnie agramatyzm uważany jest za jeden z objawów afazji Broki (zob. Paul Broca).
Objawy agramatyzmu określane są jako agramatyzmy. Mogą one przybierać różny charakter i stopień nasilenia. Polegają one na nieuwzględnianiu w mowie form odmiany wyrazów, braku wzorca słuchowego wyrazów, wypowiadaniu słów w niewłaściwej formie gramatycznej. Sposób wyrażania może przyjmować postać mowy telegraficznej.